# 2019-es önkormányzati választás Balassagyarmaton
A 2019-es önkormányzati választásokat november 13-án bonyolították le valamennyi magyar településen. Balassagyarmaton a rendszerváltás óta nyolcadik alkalommal szavaztak a polgárok az önkormányzat összetételéről. 
Az előző választás alkalmával az önkormányzatban többséget szerzett Fidesz–KDNP pártszövetség legnagyobb kihívója a Szövetség a Balassagyarmatiakért Egyesület (SZAB) volt, melynek jelöltjeit az MSZP, a DK, a Momentum, a Jobbik, az LMP és az Új Kezdet támogatták, azonban helyi szervezettel csak az első kettő rendelkezik. Továbbá jelölteket állított a Mi Hazánk Mozgalom és a Magyar Munkáspárt is.
A város nyolc választókerületéből a Fidesz-KDNP öt és a SZAB három képviselője került be a képviselő-testületbe, kompenzációs listáról a SZAB kettő, a Fidesz-KDNP egy mandátumot szerzett. Medvácz Lajos, Balassagyarmat korábbi polgármesterének nyugdíjba vonulását követően a város polgárai új polgármestert választottak meg, Csach Gábor személyében.

## A választás rendszere
A települési önkormányzati választásokat az országosan megrendezett általános önkormányzati választások részeként tartották meg. A szavazók a helyi képviselők és a településük polgármestere mellett, a megyei közgyűlések képviselőire is ekkor adhatták le a szavazataikat. A választásokat 2019. október 13-án, vasárnap bonyolították le.
A települési képviselőket választókerületenként választhatták meg a polgárok. A település méretétől (lakóinak számától) függtek a választókerületek, s így a megválasztható képviselők száma is. A képviselők nagyjából négyötöde az egyéni választókerületekben nyerte el a megbízatását, míg egyötödük úgynevezett „kompenzációs”, azaz kiegyenlítő listán. A listákra közvetlenül nem lehetett szavazni. Az egyéni választókerületekben leadott, de képviselői helyet nem eredményező szavazatokat összesítették és ezeket a töredékszavazatokat osztották el arányosan a listák között.

### Választókerületek
| Választókerületek | Választókerületek | Választókerületek | Választókerületek |
| EVK               | Polgárok          | Jelölt            |                   |
| ----------------- | ----------------- | ----------------- | ----------------- |
| 01                | 1649              | 4                 |                   |
| 02                | 1497              | 4                 |                   |
| 03                | 1636              | 3                 |                   |
| 04                | 1624              | 4                 |                   |
| 05                | 1650              | 4                 |                   |
| 06                | 1494              | 3                 |                   |
| 07                | 1498              | 3                 |                   |
| 08                | 1529              | 4                 |                   |
| ∑                 | 12 577            | 29                |                   |

A képviselő-testület létszáma 2019-ben nem változott, maradt az előző ciklushoz hasonló 11 fő. A szabályok szerint a települési képviselő-testületek létszáma a település lakosságszámához igazodott. A város lakosságszáma 2019-ben 15 ezer, míg a választópolgároké 12 ezer fő volt.
A képviselők közül nyolc az egyéni választókerületekben választhattak meg a polgárok, három fő a kompenzációs listákról nyerte el a mandátumot.
A városhoz tartozó Nyírjes és Újkóvár egyaránt a 06. számú egyéni választókerülethez lettek beosztva.
A polgármester-választás tekintetében a város egy választókerületet alkotott, így minden polgár szavazata egyenlő mértékben érvényesülhetett.

## Előzmények
|      |             |           |           |
| Párt | Párt        | Képviselő | Képviselő |
|      | Fidesz-KDNP | 8         | 72,7%     |
|      | MSZP        | 1         | 9,1%      |
|      | Jobbik      | 1         | 9,1%      |
|      | DK          | 1         | 9,1%      |

| Szervezetek | Képviselő-testületi helyek | Képviselő-testületi helyek | Képviselő-testületi helyek | Képviselő-testületi helyek | Képviselő-testületi helyek | Képviselő-testületi helyek | Képviselő-testületi helyek | Képviselő-testületi helyek |    | Σ  |
| Szervezetek | Képviselő-testületi helyek | Képviselő-testületi helyek | Képviselő-testületi helyek | Képviselő-testületi helyek | Képviselő-testületi helyek | Képviselő-testületi helyek | Képviselő-testületi helyek | Képviselő-testületi helyek | vk | Σ  |
| ----------- | -------------------------- | -------------------------- | -------------------------- | -------------------------- | -------------------------- | -------------------------- | -------------------------- | -------------------------- | -- | -- |
| Fidesz-KDNP |                            |                            |                            |                            |                            |                            |                            |                            | 8  | 8  |
| Fidesz-KDNP |                            |                            |                            |                            |                            |                            |                            | 0                          |    | 8  |
| MSZP        |                            |                            |                            |                            |                            |                            |                            |                            | 0  | 1  |
| MSZP        |                            |                            |                            |                            |                            |                            |                            | 1                          |    | 1  |
| Jobbik      |                            |                            |                            |                            |                            |                            |                            |                            | 0  | 1  |
| Jobbik      |                            |                            |                            |                            |                            |                            |                            | 1                          |    | 1  |
| DK          |                            |                            |                            |                            |                            |                            |                            |                            | 0  | 1  |
| DK          |                            |                            |                            |                            |                            |                            |                            | 1                          |    | 1  |
| Összesen    |                            |                            |                            |                            |                            |                            |                            |                            | 8  | 11 |
| Összesen    | 3                          |                            |                            |                            |                            |                            |                            |                            |    | 11 |

## Jelöltek
| Szervezet   | Szervezet                                  | Szervezet                              | Szervezet                              | Polgár- mester- jelölt | Képviselőjelöltek     | Képviselőjelöltek  | Képviselőjelöltek  | Képviselőjelöltek  | Képviselőjelöltek  |
| Szervezet   | Szervezet                                  | Szervezet                              | Szervezet                              | Polgár- mester- jelölt | Egyéni jelöltek száma | Kompenzációs lista | Kompenzációs lista | Kompenzációs lista | Kompenzációs lista |
|             | neve                                       | jellege                                | hatóköre                               | Polgár- mester- jelölt | Egyéni jelöltek száma | #.                 | neve               | típusa             | jelöltek száma     |
| ----------- | ------------------------------------------ | -------------------------------------- | -------------------------------------- | ---------------------- | --------------------- | ------------------ | ------------------ | ------------------ | ------------------ |
|             | Mi Hazánk Mozgalom                         | párt                                   | országos                               |                        | 5                     | 1.                 | Mi Hazánk          | önálló             | 5                  |
|             | Fidesz – Magyar Polgári Szövetség          | párt                                   | országos                               | ✓                      | 8                     | 2.                 | Fidesz-KDNP        | közös              | 9                  |
|             | Kereszténydemokrata Néppárt                | párt                                   | országos                               | ✓                      | 8                     | 2.                 | Fidesz-KDNP        | közös              | 9                  |
|             | Magyar Munkáspárt                          | párt                                   | országos                               |                        | 7                     | 3.                 | Munkáspárt         | önálló             | 7                  |
|             | Szövetség a Balassagyarmatiakért Egyesület | társ.                                  | helyi                                  | ✓                      | 8                     | 4.                 | SZAB               | önálló             | 9                  |
|             |                                            |                                        |                                        |                        |                       |                    |                    |                    |                    |
|             | szervezet nélküli (független) jelöltek     | szervezet nélküli (független) jelöltek | szervezet nélküli (független) jelöltek | 1                      | 1                     |                    |                    |                    |                    |
| 5 szervezet | 5 szervezet                                | 5 szervezet                            | 5 szervezet                            | 3                      | 29                    | 4 lista            | 4 lista            | 4 lista            | 30                 |

### Képviselőjelöltek

#### Egyéni választókerületi jelöltek
|                                     | Egyéni választókerületek | Egyéni választókerületek | Egyéni választókerületek | Egyéni választókerületek | Egyéni választókerületek | Egyéni választókerületek | Egyéni választókerületek | Egyéni választókerületek | ∑  |
| 01                                  | 02                       | 03                       | 04                       | 05                       | 06                       | 07                       | 08                       |                          | ∑  |
| ----------------------------------- | ------------------------ | ------------------------ | ------------------------ | ------------------------ | ------------------------ | ------------------------ | ------------------------ | ------------------------ | -- |
| Független jelöltek                  | 1                        | -                        | -                        | -                        | -                        | -                        | -                        | -                        | 1  |
| Szervezetek által állított jelöltek |                          |                          |                          |                          |                          |                          |                          |                          |    |
| Mi Hazánk                           |                          |                          |                          |                          |                          |                          |                          |                          | 5  |
| Munkáspárt                          |                          |                          |                          |                          |                          |                          |                          |                          | 7  |
| Fidesz-KDNP                         |                          |                          |                          |                          |                          |                          |                          |                          | 8  |
| SZAB                                |                          |                          |                          |                          |                          |                          |                          |                          | 8  |
| Összesen                            | 4                        | 4                        | 3                        | 4                        | 4                        | 3                        | 3                        | 4                        | 29 |

Az egyéni választókerületekben az ott élő polgárok 1%-ának ajánlását kellett összegyűjteni. Egy választópolgár több jelöltet is ajánlhatott. Az ajánlások gyűjtésére 2019. augusztus 24-től szeptember 9-ig állt lehetőség.
A jelöltek állításának lezárulta után, még szeptemberben Gyenes Szilárd, a SZAB listavezetője és polgármesterjelöltje levében visszalépésre szólította fel a Mi Hazánk és a Munkáspárt jelöltjeit a saját jelöltjeik javára, akik azonban nem voltak hajlandóak visszalépni.
| Jelölt              | Szervezet | Szervezet   |
| ------------------- | --------- | ----------- |
| Fazekas János       |           | Fidesz-KDNP |
| Hajósi János        |           | független   |
| Lombos István Pál   |           | SZAB        |
| Kálmán János Ferenc |           | Munkáspárt  |

| Jelölt         | Szervezet | Szervezet   |
| -------------- | --------- | ----------- |
| Bojtos István  |           | SZAB        |
| Balla Szabolcs |           | Munkáspárt  |
| Huszár Péter   |           | Fidesz-KDNP |
| Petői Máté     |           | Mi Hazánk   |

| Jelölt               | Szervezet | Szervezet   |
| -------------------- | --------- | ----------- |
| Hajnal Sándor Mátyás |           | SZAB        |
| Mravik Tamás         |           | Munkáspárt  |
| Velenczei Norbert    |           | Fidesz-KDNP |

| Jelölt                    | Szervezet | Szervezet   |
| ------------------------- | --------- | ----------- |
| Ghebali Kenza             |           | Munkáspárt  |
| Horváth Brigitta          |           | Mi Hazánk   |
| Szedlák Sándor            |           | SZAB        |
| Bárányné Dr. Balázs Mária |           | Fidesz-KDNP |

| Jelölt           | Szervezet | Szervezet   |
| ---------------- | --------- | ----------- |
| Jónás Kornél     |           | Munkáspárt  |
| Keviczky Richárd |           | SZAB        |
| Dr. Szabó Géza   |           | Fidesz-KDNP |
| Gubó Lászlóné    |           | Mi Hazánk   |

| Jelölt           | Szervezet | Szervezet   |
| ---------------- | --------- | ----------- |
| Benkó Tamás      |           | SZAB        |
| Bojtos Zsolt     |           | Mi Hazánk   |
| Münzberg Gusztáv |           | Fidesz-KDNP |

| Jelölt             | Szervezet | Szervezet   |
| ------------------ | --------- | ----------- |
| Herédi Pál Zsoltné |           | Munkáspárt  |
| Izsák Erika Márta  |           | SZAB        |
| Reznicsek Ferencné |           | Fidesz-KDNP |

| Jelölt          | Szervezet | Szervezet   |
| --------------- | --------- | ----------- |
| Kerekes Gáborné |           | Mi Hazánk   |
| Frankó Viktória |           | Fidesz-KDNP |
| Győri János     |           | SZAB        |
| Gaál Miklósné   |           | Munkáspárt  |

#### Kompenzációs listák
| Lista   | Lista       | Listavezető    | Jelöltek száma |
| ------- | ----------- | -------------- | -------------- |
|         | Mi Hazánk   | Bojtos Zsolt   | 5              |
|         | Fidesz-KDNP | Csach Gábor    | 9              |
|         | Munkáspárt  | Balla Szabolcs | 7              |
|         | SZAB        | Gyenes Szilárd | 9              |
| 4 lista | 4 lista     |                | 30             |

| \| Lista \| Lista \| # \| Jelölt \| EVK \| EVK \| \| ----- \| ----------- \| ------------------------- \| -------------- \| --- \| --- \| \| \| Mi Hazánk \| 1. \| Bojtos Zsolt \| 06 \| \| \| 2. \| Mi Hazánk \| Kerekes Gáborné \| 08 \| \| \| \| 3. \| Mi Hazánk \| Horváth Brigitta \| 04 \| \| \| \| 4. \| Mi Hazánk \| Petői Máté \| 02 \| \| \| \| 5. \| Mi Hazánk \| Gubó Lászlóné \| 05 \| \| \| \| \| Fidesz-KDNP \| 1. \| Csach Gábor \| \| \| \| 2. \| Fidesz-KDNP \| Huszár Péter \| 02 \| \| \| \| 3. \| Fidesz-KDNP \| Frankó Viktória \| 08 \| \| \| \| 4. \| Fidesz-KDNP \| Dr. Szabó Géza \| 05 \| \| \| \| 5. \| Fidesz-KDNP \| Münzberg Gusztáv \| 06 \| \| \| \| 6. \| Fidesz-KDNP \| Bárányné Dr. Balázs Mária \| 04 \| \| \| \| 7. \| Fidesz-KDNP \| Fazekas János \| 01 \| \| \| \| 8. \| Fidesz-KDNP \| Reznicsek Ferencné \| 07 \| \| \| \| 9. \| Fidesz-KDNP \| Siket Béla \| \| \| \| \| \| Munkáspárt \| 1. \| Balla Szabolcs \| 02 \| \| \| 2. \| Munkáspárt \| Mravik Tamás \| 03 \| \| \| \| 3. \| Munkáspárt \| Kálmán János Ferenc \| 01 \| \| \| \| 4. \| Munkáspárt \| Ghebali Kenza \| 04 \| \| \| \| 5. \| Munkáspárt \| Jónás Kornél \| 05 \| \| \| \| 6. \| Munkáspárt \| Gaál Miklósné \| 08 \| \| \| \| 7. \| Munkáspárt \| Herédi Pál Zsoltné \| 07 \| \| \| \| \| SZAB \| 1. \| Gyenes Szilárd \| \| \| \| 2. \| SZAB \| Szedlák Sándor \| 04 \| \| \| \| 3. \| SZAB \| Lombos István Pál \| 01 \| \| \| \| 4. \| SZAB \| Benkó Tamás \| 06 \| \| \| \| 5. \| SZAB \| Bojtos István \| 02 \| \| \| \| 6. \| SZAB \| Győri János \| 08 \| \| \| \| 7. \| SZAB \| Hajnal Sándor Mátyás \| 03 \| \| \| \| 8. \| SZAB \| Izsák Erika Márta \| 07 \| \| \| \| 9. \| SZAB \| Keviczky Richárd \| 05 \| \| \| |             |                           |                |     |     |
| Lista | Lista       | #                         | Jelölt         | EVK | EVK |
| | Mi Hazánk   | 1.                        | Bojtos Zsolt   | 06  |     |
| 2. | Mi Hazánk   | Kerekes Gáborné           | 08             |     |     |
| 3. | Mi Hazánk   | Horváth Brigitta          | 04             |     |     |
| 4. | Mi Hazánk   | Petői Máté                | 02             |     |     |
| 5. | Mi Hazánk   | Gubó Lászlóné             | 05             |     |     |
| | Fidesz-KDNP | 1.                        | Csach Gábor    |     |     |
| 2. | Fidesz-KDNP | Huszár Péter              | 02             |     |     |
| 3. | Fidesz-KDNP | Frankó Viktória           | 08             |     |     |
| 4. | Fidesz-KDNP | Dr. Szabó Géza            | 05             |     |     |
| 5. | Fidesz-KDNP | Münzberg Gusztáv          | 06             |     |     |
| 6. | Fidesz-KDNP | Bárányné Dr. Balázs Mária | 04             |     |     |
| 7. | Fidesz-KDNP | Fazekas János             | 01             |     |     |
| 8. | Fidesz-KDNP | Reznicsek Ferencné        | 07             |     |     |
| 9. | Fidesz-KDNP | Siket Béla                |                |     |     |
| | Munkáspárt  | 1.                        | Balla Szabolcs | 02  |     |
| 2. | Munkáspárt  | Mravik Tamás              | 03             |     |     |
| 3. | Munkáspárt  | Kálmán János Ferenc       | 01             |     |     |
| 4. | Munkáspárt  | Ghebali Kenza             | 04             |     |     |
| 5. | Munkáspárt  | Jónás Kornél              | 05             |     |     |
| 6. | Munkáspárt  | Gaál Miklósné             | 08             |     |     |
| 7. | Munkáspárt  | Herédi Pál Zsoltné        | 07             |     |     |
| | SZAB        | 1.                        | Gyenes Szilárd |     |     |
| 2. | SZAB        | Szedlák Sándor            | 04             |     |     |
| 3. | SZAB        | Lombos István Pál         | 01             |     |     |
| 4. | SZAB        | Benkó Tamás               | 06             |     |     |
| 5. | SZAB        | Bojtos István             | 02             |     |     |
| 6. | SZAB        | Győri János               | 08             |     |     |
| 7. | SZAB        | Hajnal Sándor Mátyás      | 03             |     |     |
| 8. | SZAB        | Izsák Erika Márta         | 07             |     |     |
| 9. | SZAB        | Keviczky Richárd          | 05             |     |     |

### Polgármesterjelöltek
A polgármester jelöltséghez legalább 300 választópolgár ajánlása volt szükség, melyeket a képviselőjelöltekhez hasonlóan 2019. augusztus 24-től szeptember 9-ig gyűjthettek a jelöltek.
Három polgármesterjelöltből kettő összegyűjtötte az ajánlásokat, őket nyilvántartásba vette a Helyi Választási Bizottság, a függetlenként induló Hajósi János nyilvántartásba vételét visszautasították, mivel a határidőre nem adott le kellő mennyiségű érvényes ajánlást.
| Jelölt         | Szervezet | Szervezet   |
| -------------- | --------- | ----------- |
| Gyenes Szilárd |           | SZAB        |
| Hajósi János   |           | független   |
| Csach Gábor    |           | Fidesz-KDNP |

1. ↑  nyilvántartásba vétel visszautasítva[20]

## A szavazás menete
A választást 2019. október 13-án, vasárnap bonyolították le. A választópolgárok reggel 6 órától kezdve adhatták le a szavazataikat, egészen a 19 órás urnazárásig.

### Részvétel
| A részvételi adatok napközbeni alakulása | A részvételi adatok napközbeni alakulása | A részvételi adatok napközbeni alakulása | A részvételi adatok napközbeni alakulása | A részvételi adatok napközbeni alakulása                |
| Időpont                                  | Szavazók                                 | Szavazók                                 | +/- 2014 óta (%p)                        | Legnagyobb/legkisebb részvétel                          |
| Időpont                                  | fő                                       | %                                        | +/- 2014 óta (%p)                        | Legnagyobb/legkisebb részvétel                          |
| ---------------------------------------- | ---------------------------------------- | ---------------------------------------- | ---------------------------------------- | ------------------------------------------------------- |
| 7:00                                     | 140                                      | 1,12%                                    | 0,11                                     | 4. számú szavazókör 2,50% 14. számú szavazókör 0,40%    |
| 9:00                                     | 817                                      | 6,54%                                    | 0,79                                     | 4. számú szavazókör 9,40% 12. számú szavazókör 4,36%    |
| 11:00                                    | 2282                                     | 18,25%                                   | 3,88                                     | 15. számú szavazókör 24,18% 10. számú szavazókör 15,06% |
| 13:00                                    | 3209                                     | 25,67%                                   | 5,92                                     | 15. számú szavazókör 33,38% 10. számú szavazókör 20,79% |
| 15:00                                    | 4184                                     | 33,47%                                   | 8,70                                     | 15. számú szavazókör 42,17% 10. számú szavazókör 27,42% |
| 17:30                                    |                                          | %                                        |                                          | . számú szavazókör % . számú szavazókör %               |
| 19:00                                    |                                          | %                                        |                                          | . számú szavazókör % . számú szavazókör %               |

|                                  |                                  |        | jogosultak arányában | szavazók arányában |
| -------------------------------- | -------------------------------- | ------ | -------------------- | ------------------ |
| Választójogosult                 | Választójogosult                 | 12 501 |                      |                    |
| Szavazó                          | Szavazó                          |        | %                    |                    |
| érvényes szavazólap              | érvényes szavazólap              |        | %                    | %                  |
| érvénytelen / hiányzó szavazólap | érvénytelen / hiányzó szavazólap |        | %                    | %                  |
| Távol maradó                     | Távol maradó                     |        | %                    |                    |

## A megválasztott önkormányzat
|          |             |           |           |
| Párt     | Párt        | Képviselő | Képviselő |
|          | Fidesz–KDNP | 6         | 54,6%     |
|          | SZAB        | 5         | 45,4%     |
| Összesen | Összesen    | 11        |           |

| Polgármester       | Polgármester | Polgármester | Polgármester | Polgármester | Polgármester | Polgármester | Polgármester | Polgármester | Polgármester |
| ------------------ | ------------ | ------------ | ------------ | ------------ | ------------ | ------------ | ------------ | ------------ | ------------ |
| Csach Gábor        |              | Fidesz-KDNP  | Fidesz-KDNP  | Fidesz-KDNP  | Fidesz-KDNP  | Fidesz-KDNP  | Fidesz-KDNP  | Fidesz-KDNP  | –            |
| Képviselő-testület |              |              |              |              |              |              |              |              |              |
| Szervezet          | Képviselő    | Képviselő    | Képviselő    | Képviselő    | Képviselő    | Képviselő    | Képviselő    | Képviselő    | ± 2014 óta   |
| Fidesz-KDNP        |              |              |              |              |              |              | 6            | 54,6%        | -2           |
| SZAB               |              |              |              |              |              |              | 5            | 45,4%        | Új           |
| Összesen           |              |              |              |              |              |              | 11           |              |              |

| EVK         | 01                | 02               | 03                     | 04                        |
| ----------- | ----------------- | ---------------- | ---------------------- | ------------------------- |
| Képviselő   | Lombos István Pál | Huszár Péter     | Hajnal Sándor Mátyás   | Bárányné Dr. Balázs Mária |
| Szervezet   |                   |                  |                        |                           |
| SZAB        | Fidesz–KDNP       | SZAB             | Fidesz–KDNP            |                           |
|             |                   |                  |                        |                           |
| EVK         | 05                | 06               | 07                     | 08                        |
| Képviselő   | Dr. Szabó Géza    | Münzberg Gusztáv | Reznicsek Ferenc Pálné | Győri János               |
| Szervezet   |                   |                  |                        |                           |
| Fidesz–KDNP | Fidesz–KDNP       | Fidesz–KDNP      | SZAB                   |                           |

| Szervezet | Szervezet   | Képviselő       |
| --------- | ----------- | --------------- |
|           | Fidesz–KDNP | Frankó Viktória |
|           | SZAB        | Gyenes Szilárd  |
|           | SZAB        | Szedlák Sándor  |